# Rosalía Arteaga
Lupe Rosalía Arteaga Serrano (Cuenca, 5 de dezembro de 1956) é uma política equatoriana, sendo a primeira mulher a presidir o seu país, de forma interina, de 6 de fevereiro até 11 de fevereiro de 1997.

## Biografia
Foi eleita Vice-Presidente do Equador em 1996, junto com Abdalá Bucaram, pelo Alfarista Radical Front. Em 6 de fevereiro de 1997, porém, Bucaram foi declarado impedido para governar pelo Congresso. Arteaga e o líder parlamentar Fabián Alarcón iniciaram uma disputa para saber quem seria o sucessor do presidente afastado, uma vez que a Constituição era omissa sobre o tema. Inicialmente, Alarcón recebera o apoio do Congresso. Em 9 de fevereiro, entretanto, Arteaga, que insistia que cabia ao Vice-Presidente assumir o posto do titular, prestava juramento como a primeira presidente do Equador. Dois dias após, porém, em 11 de fevereiro, com apoio do exército e do Congresso, Alarcón prestou juramento e Arteaga foi resignada.
Arteaga continuou em disputa contra Alarcón, e renunciou ao seu posto como Vice-Presidente em março de 1998. Nas eleições presidenciais, em maio do mesmo ano, candidatou-se a Presidência, mas obteve apenas 3% dos votos.
Ocupou a função de secretária-geral da Organização do Tratado de Cooperação Amazônica, e é membro do corpo editorial da Encyclopædia Britannica.
Ainda continua a receber uma pensão vitalícia do governo equatoriano de US$ 48.690 anuais.
Em 1997, ela se tornou a primeira mulher a assumir a liderança da nação, após a destituição de Abdalá Bucaram. Mesmo que sua passagem pelo poder tenha sido breve, deixou um legado histórico. Entre 2004 e 2007, desempenhou o papel de secretária-geral na Organização do Tratado de Cooperação Amazônica (OTCA), cuja sede está localizada em Brasília.